# أوسكار ريكاردو روجاس
أوسكار ريكاردو روجاس (بالإسبانية: Óscar Ricardo Rojas)‏ (5 فبراير 1988 بمدينة مكسيكو في المكسيك - ) هو لاعب كرة قدم مكسيكي في مركز الوسط. لعب مع أتلانتي إف سي ونادي أونيفرسيداد ناسيونال ونادي تولوكا.

## وصلات خارجية
- أوسكار ريكاردو روجاس على موقع قاعدة بيانات كرة القدم.إي يو (الإنجليزية)
- أوسكار ريكاردو روجاس على موقع Soccerway.com (الإنجليزية)
- أوسكار ريكاردو روجاس على موقع AS.com (الإسبانية)